# Bjergby (parochie, Morsø)
Bjergby is een parochie van de Deense Volkskerk in de Deense gemeente Morsø. De parochie maakt deel uit van het bisdom Aalborg en telt 207 kerkleden op een bevolking van 363 (2004).
Historisch maakt de parochie deel uit van de herred Morsø Nørre. In 1970 werd de parochie opgenomen in de toen gevormde gemeente Morsø.
Agerø · Alsted · Bjergby · Blidstrup · Dragstrup · Ejerslev · Elsø · Erslev · Flade · Frøslev · Galtrup · Hvidbjerg · Jørsby · Karby · Ljørslev · Lødderup · Mollerup · Nykøbing M · Ørding · Øster Assels · Øster Jølby · Ovtrup · Rakkeby · Redsted · Sejerslev · Skallerup · Solbjerg · Sønder Dråby · Sundby · Tæbring · Tødsø · Vejerslev · Vester Assels